# Peter Griffin
Peter Griffin és un personatge fictici i protagonista principal de la sèrie Family Guy. És el patriarca de la família Griffin, està casat amb Lois Pewterschmidt, amb qui té tres fills: Meg, Chris i Stewie Griffin, també és el pare biològic de Bertram. Seth MacFarlane li presta la seva veu al personatge amb un marcat accent de Rhode island. Aquest actor, al mateix temps que el creador de la sèrie, va dissenyar Peter i la resta de la família el 31 de gener de 1999 en l'estrena del primer episodi, després de la Super Bowl XXXIII. La veu de Peter es va inspirar en un conserge de l'Escola de Disseny de Rhode Island on MacFarlane va estudiar. La seva semblança va ser un redisseny del protagonista del curtmetratge Larry Shorts. El disseny de Peter ha rebut moltes crítiques dispars. Quant a mercandatge, s'han fabricat joguines, samarretes i un videojoc, i quant a cameos, cal destacar les seves aparicions en Els Simpson, South Park i The Cleveland Show.

## La seva vida
Peter és un personatge obès i descendent d'irlandesos, posseïx un prominent accent de Rhode Island i de l'est de Massachusetts. És el marit de Lois Griffin, i pare de Meg, Chris i Stewie, el personatge té la seva residència en Quahog, localitat fictícia de Rhode Island basada, lleugerament, en la localitat de Cranston. Va treballar com a operari industrial en la fàbrica "Em-Importa-Un-Cogombre"
, on exercia d'inspector de seguretat en la cadena de muntatge, fins que el seu cap, Jonathan Weed, va morir després d'asfixiar-se amb un panellet. Després de passar un temps en l'atur es va dedicar a la pesca un cop va aconseguir un vaixell, el qual batejaria com a: "S. S. Més poderós que Superman, Batman i l'Increïble Hulk junts", comptava amb l'ajuda de dos immigrants portuguesos, Santos i Pasqual (malgrat l'accent d'ambdós clarament brasiler) fins que el seu navili va quedar pràcticament destruït en una tempesta, per la qual cosa es va declarar mort. Actualment treballa en la cerveseria Pawtucket Patriot en el departament d'enviaments. A part d'aquests treballs, en diverses reviviscències aleatòries ha aparegut exercint altres professions. La sèrie fa ús d'un ordre cronològic en el qual els personatges no envelleixen de manera notable, encara que en Pare de família s'assumeixi que estan en el mateix any que en la vida real. No obstant això, diversos personatges com Meg, han envellit 2 o 3 anys des de l'inici del programa, mentre que uns altres, com Stewie, segueixen tenint la mateixa edat. En diversos episodis, els successos estan connectats a un temps específic, encara que en algun moment pugui ser contradictori. Com a gag recurrent, la trama es veu interrompuda de manera sobtada per una baralla entre Peter i Ernie, un pollastre antropomorf de grandària desproporcionada per la mida de l'animal (alçària idèntica a la de Peter), el qual és conegut per la rivalitat contra Peter. Aquests combats són, en si, una paròdia de les pel·lícules d'acció que acaben amb part del municipi devastat.

## Personalitat
Peter és un obrer estereotipat, que sol emborratxar-se amb freqüència amb els seus amics en La Cloïssa Borratxa, bar del poble. Després de realitzar un examen de CI, va descobrir que el seu escàs intel·lecte es deu a un retard mental. És conegut per ser excessivament impulsiu, el que li duu a diverses situacions vergonyoses, per exemple, intentar abusar de Meg després d'adoptar l'estil de vida d'un taujà. Respecte a la seva dona, és completament gelós amb les atraccions que uns altres han sentit cap a Lois en la vida d'ella, la seva actitud li ha dut a límits extrems, com agredir a una orca per fer-li un petó afectuós a Lois en SeaWorld. Aquells actes van conduir a una ruptura temporal en l'episodi Stuck Together, Torn Apart. Peter quasi no sol parar esment als assumptes de major envergadura, la qual cosa li duu a situacions massa brusques, com, per exemple, en Long John Peter, on Chris assenyala (després que morís el lloro de Peter) "li passarà de seguida i després tornarà a fer altra ximpleria", aliè a les paraules del seu fill, Peter s'oblida del lloro fins que troba un piano de cua, el qual acaba destrossant i segons després troba les escriptures d'un ranxo de bestiar.

## Naixement
Abans de néixer, la seva mare es va traslladar a Mèxic per avortar. No obstant això, va donar a llum durant l'operació, i el va dur amb ella a Providence on va passar la seva infància. Durant aquell temps va ser mantingut i educat pels seus pares, Thelma i Francis Griffin, segons la fe catòlica romana. Fins que en Peter's Two Dads va descobrir que el seu pare biològic és un irlandès cridat Mickey McFinnigan. Després de visitar-li, aquest renega del seu suposat fill, per demostrar-li que és el seu fill, Peter li repta a un duel de beure fins que un dels dos perdi el coneixement. A part dels seus pares, Peter ha fet esment d'un gran nombre d'ancestres al llarg de la sèrie argumentant que "la història de la família Griffin és un ric tapís". Entre els avantpassats més destacats, es troben: Moisès Griffin, que va alliberar els israelites de l'esclavitud dels egipcis; Willy Griffin "Ull morat", rebesavi de Peter i actor de cinema mut dels anys 20; i Peter Hitler, germà d'Adolf Hitler, el qual acaba traient sempre de les seves caselles. Peter va tenir un familiar avantpassat de raça afroamericana, de nom Nate, captat com esclau pels avantpassats de Lois. En la hisenda va conèixer a la filla dels seus amos, de la qual es va enamorar i amb la qual va formar una família en secret fins que van ser descoberts i van haver de fugir.